# فيفيان غرين
فيفيان غرين (بالإنجليزية: Vivian Green)‏ هي عازفة بيانو وملحنة ومغنية مؤلفة أمريكية، ولدت في 22 مايو 1979 في فيلادلفيا في الولايات المتحدة.

## وصلات خارجية
- فيفيان غرين على موقع IMDb (الإنجليزية)
- فيفيان غرين على موقع ألو سيني (الفرنسية)
- فيفيان غرين على موقع ميوزك برينز (الإنجليزية)
- فيفيان غرين على موقع أول موفي (الإنجليزية)
- فيفيان غرين على موقع أول موفي (الإنجليزية)
- فيفيان غرين على موقع قاعدة بيانات الأفلام السويدية (السويدية)
- فيفيان غرين على موقع أول ميوزيك (الإنجليزية)
- فيفيان غرين على موقع ديسكوغز (الإنجليزية)
- فيفيان غرين على موقع قاعدة بيانات الفيلم (الإنجليزية)
- فيفيان غرين على موقع كينوبويسك (الروسية)